# Bourgogne-Franche-Comté
Bourgogne-Franche-Comté (phát âm tiếng Pháp: [buʁɡɔɲ fʁɑ̃ʃ kɔ̃te], đôi khi được viết tắt là BFC) là một vùng của Pháp được lập ra trong cải cách lãnh thổ các vùng vào năm 2014, bằng việc hợp nhất các vùng cũ Bourgogne và Franche-Comté. Vùng mới tồn tại từ ngày 1 tháng 1 năm 2016, sau bầu cử cấp vùng vào tháng 12 năm 2015.
Vùng có diện tích 47.784 km², dân số năm 2012 là 2.816.814 người. Vùng giáp với Grand Est về phía bắc, Île-de-France về phía tây bắc, Centre-Val de Loire về phía tây, Auvergne-Rhône-Alpes về phía nam và Thuỵ Sĩ (các bang Vaud, Neuchâtel và Jura) về phía đông.
Đô thị chính

Bản đồ vùng mới gồm tám tỉnh, được tô màu theo các tỉnh lịch sử tồn tại trước năm 1790.
Bourgogne
Franche-Comté
Nivernais
Champagne
Alsace
Orléanais
Montbéliard
Île de France
Others

- Dijon (151.212; trị sở thống đốc vùng)
- Besançon (116.914; trị sở hội đồng vùng)
- Belfort (50.078)
- Chalon-sur-Saône (44.985)
- Nevers (36.762)
- Auxerre (34.869)
- Mâcon (33.865)